# Моховой (Кошкинский район)
 Моховой (Моховое) — посёлок в Кошкинском районе Самарской области. Входит в состав сельского поселения Новая Кармала.

## География
Посёлок расположен на окраине Черемшанского леса и граничит с поселением Ульяновской области г. Новочеремшанск. 

Ближайшие населённые пункты: Старая Кармала, Ульяновка, Алексеевка, Старое Юреево.

## История
Основан в 1924 году выходцами из деревни Старое Юреево. 

Является центром лесоразработок в Кошкинском районе. 

Из списка населения мест Самарской Губернии(стр. 527) за 1928 год

Моховой — поселок в 25 дворов. Национальность: русские, чуваши. Мужского пола 57 человек, женского пола 68 человек. Всего 125 человек.

По данным сельской администрации(сельского совета) на 1955 год — 415 человек. 

На 2000 год — 58 дворов, 140 чел. 

На 2009 год — 46 дворов, 105 чел.

## Сельское хозяйство
В 30-е годы организован колхоз «Моховой». С 1950 года посёлок входил в колхоз «Новое Юреево», затем в колхоз им. Калинина. В настоящее время — ПСК им. Калинина.

## Торфоразработка
В начале 40-х на территории поселка велись разработки торфа. Для ускоренной его транспортировки, в военные годы, была проложена железнодорожная ветка от станции Салаван до поселка Моховой. Имелась своя пекарня, магазин, клуб, начальная школа, баня, столовая.
В конце 50-х годов разработки торфа закончились.

## Обозный цех кошкинского промкомбината
В 1958—1959 годах на территории поселка Моховой открылся обозный цех от кошкинского промкомбината. Им велась заготовка дровяного леса и производилась распиловка леса населению. Директор Строкин, мастер Есина Мария Григорьевна.
Реорганизован в 1983—1984 году.

## Лесное хозяйство
В 1936 году на территории поселка Моховой организовалось Черемшанское лесничество Куйбышевского управления лесами, общей площадью лесов 15825 га., из них покрытая лесом площадь 14399 га.
В 1958 году переименовано в Кошкинское лесничество Красноярского леспромхоза.
Долгое время руководил лесничеством Собольков Павел Николаевич.
Свою трудовую деятельность в лесном хозяйстве начал с 1951 года, с должности простого объездчика. С 1964 год по 1976 годы лесничий Кошкинского лесничества Красноярского леспромхоза. Хороший хозяйственник и организатор, с большим опытом работы. Под его руководством лесничество посадило и вырастило не одну тысячу га леса. Надлежащие уходы и своевременные дополнительные работы, тех лет, привели к процветанию лесного хозяйства.
Бухгалтером в моховском лесничестве работала Светкина Мария Ивановна.
С 1978 года начал работать в лесничестве молодой специалист, мастер леса, Афанасьев И. Д.
В настоящее время руководит Кошкинским участком ГУСО Красноярского лесхоза.
В лесу Кошкинского лесничества, близ поселка Моховой находится гипновое болото, являющиеся редким объектом ПАМЯТНИКОМ ПРИРОДЫ (недоступная ссылка — история). природы Самарской области. Охраняемый государством.

## Леспромхоз
В 1951 году Октябрьский леспромхоз «Татлесбумпрома» арендовал железную дорогу, что находилась на территории поселка и организовался лесосклад Моховое Октябрьского леспромхоза. Первым руководителем был Емельянов, далее Карсаков Александр Михайлович, затем Малыгин Алексей Спиридонович. Бухгалтер Дорогова Анна. Ивановна.
Заготовка леса производилась из расчета 13000 м.кв. в месяц. Цех по переработке древесины работал в три смены. Производили много разновидностей пиломатериалов(тарной дощечки). Вели заготовку баланс сырья для отправки в Финляндию.
Зимой разводили костры, грели древесину и шкурили. Работали на такой трудной работе Бадьярова Варвара Семеновна, Гречина Елизавета Сергеевна, Андреева Александра Акимовна, Янкова Марфа Семеновна и др.
Заготовку дубильного сырья до 1500 кв. м. в месяц. В зимний период, из-за нехватки рабочих рук возили сезонных рабочих из села Ермаково и села Малое Максимкино(две бригады). План надо было выполнить и его выполняли. Отгружали по железной дороге в две смены, утром и вечером по 10-12 вагонов за сутки.
В 1973 году лесосклад Моховое был передан в Красноярский леспромхоз и стал именоваться Моховской лесопункт Красноярского леспромхоза самарской области.
С 1976 года по 1985 год руководил леспромхозом Потешкин Андрей Мартьянович.
С 1 февраля 1986 года по 1 января 2007 года Салдаева Римма Семеновна.
В настоящее время руководит Кошкинским участком ГУСО Красноярского лесхоза Афанасьев И. Д.

## Образование
Ранее основное обучение проводилось Староюреевской школе. И лишь для начальных классов существовало отдельное помещение (изба) на территории посёлка. В 1946 году Моховской начальной школой заведовала учительница Коловская Клавдия Михайловна. Награждена медалью «За трудовую доблесть» в том же году.
C 1974 года дети обучаются в Новокармалинской средней школе.